# Mustapha Fersi
Œuvres principales
- Al-Qantara hiya al-hayat
- Harakat

Mustapha Fersi (arabe : مصطفى الفارسي), né le 26 décembre 1931 à Sfax et mort le 7 février 2008 à l'Ariana, est un écrivain et dramaturge tunisien qui est considéré comme l'un des principaux auteurs modernistes contemporains du pays.

## Biographie
Après avoir obtenu le baccalauréat, il séjourne en France pour poursuivre ses études supérieures à l'université de la Sorbonne à Paris, où il obtient une licence en langue et littérature arabe en 1955 puis un diplôme d'études supérieures en 1956, grâce à une recherche sur les Qarmates.
Après son retour en Tunisie, il occupe une place de choix dans l'espace culturel à travers ses contributions à la presse et à la radio tunisienne et ses écrits. Il travaille par ailleurs dans le secteur de la culture en occupant notamment les fonctions de directeur des lettres au ministère de la Culture de 1971 à sa retraite anticipée. Il est auparavant PDG de la Société anonyme tunisienne de production et d'expansion cinématographique (SATPEC) de 1961 à 1969. Il dirige également la revue des actualités tunisiennes illustrées et figure parmi les membres fondateurs de l'Union des écrivains tunisiens, dont il fait longtemps partie du bureau exécutif, et de l'Association tunisienne des droits d'auteurs.

## Œuvres
Son œuvre est diversifiée et comprend de la poésie, de la critique littéraire, des pièces de théâtre et des nouvelles. Il traduit aussi des œuvres de littérature africaine et asiatique pour la revue Le Lotus et diffuse certaines de ses traductions pour l'émission Voix d'Afrique et d'Asie (auteurs d'Orient et d'Occident). Il publie les œuvres suivantes :

### Romans
- (ar) Le Tournant [« Al-Munarag »], Tunis, Société tunisienne de diffusion, 1966, 221 p. ;
- (ar) Mouvements [« Harakat »], Tunis, Maison tunisienne de l'édition, 1978, 127 p.

### Théâtre
- (ar) Le Palais du vent [« Qasr al-rih »], Tunis, Société nationale d'édition et de diffusion, 1961, 159 p. : ensemble de pièces radiophoniques réédité en 2003 ;
- (ar) L'Émeute [« Al-Fitna »], Tunis, Maison orientale du livre, 1971, 175 p. ;
- (ar) Rustum Ben Zal, Tunis, Société tunisienne de diffusion, 1972, 147 p. : écrite avec Tijani Zalila ;
- (ar) Les Bonnes personnes [« Al-Ahyar »], Tunis, Maison tunisienne de l'édition, 1973, 122 p. : écrite avec Tijani Zalila ;
- (ar) Le Liège brûle aussi [« Walfallin yahtariq aydan »], Tunis, Maison tunisienne de l'édition, 1981, 93 p. ;
- (ar) Le Déluge [« Al-Tufan »], Tunis, Dar Janoub, 1984, 80 p. : écrite en 1969 ;
- (ar) Les Pions [« Al-Bayadiq »], Tunis, Maison tunisienne de l'édition, 1992, 128 p. : écrite avec Tijani Zalila en 1970, censurée après une unique présentation et dont la publication n'est autorisée qu'en 1992.

### Nouvelles
- (ar) Le Pont, c'est la vie [« Al-Qantara hiya al-hayat »], Tunis, Maison tunisienne de l'édition, 1968, 289 p. : recueil de nouvelles ;
- (ar) J'ai volé la lune [« Sariqtu al-qamar »], Tunis, Maison tunisienne de l'édition, 1972, 125 p. : recueil de nouvelles qui a inspiré un film télévisé, La Fenêtre, sorti en 1975 et dont le scénario et le dialogue sont écrits par Taieb Jouili et Sadok Ben Aïcha et la réalisation est l'œuvre de Hédi Besbes.